# Comarnic
Comarnic es una ciudad con estatus de oraș de Rumania en el distrito de Prahova.

## Geografía
Se encuentra a una altitud de 653 m s. n. m. a 111 km de la capital, Bucarest.

## Demografía
Según estimación 2012 contaba con una población de 13 220 habitantes.
| 1948 | 1956 | 1966 | 1977   | 1992   | 2002   | 2012   |
| s/d  | s/d  | s/d  | 13 703 | 13 762 | 13 378 | 13 220 |